# Jambu (Gelumbang)
Jambu is een bestuurslaag in het regentschap Muara Enim van de provincie Zuid-Sumatra, Indonesië. Jambu telt 1255 inwoners (volkstelling 2010).